# Ceramica lucana

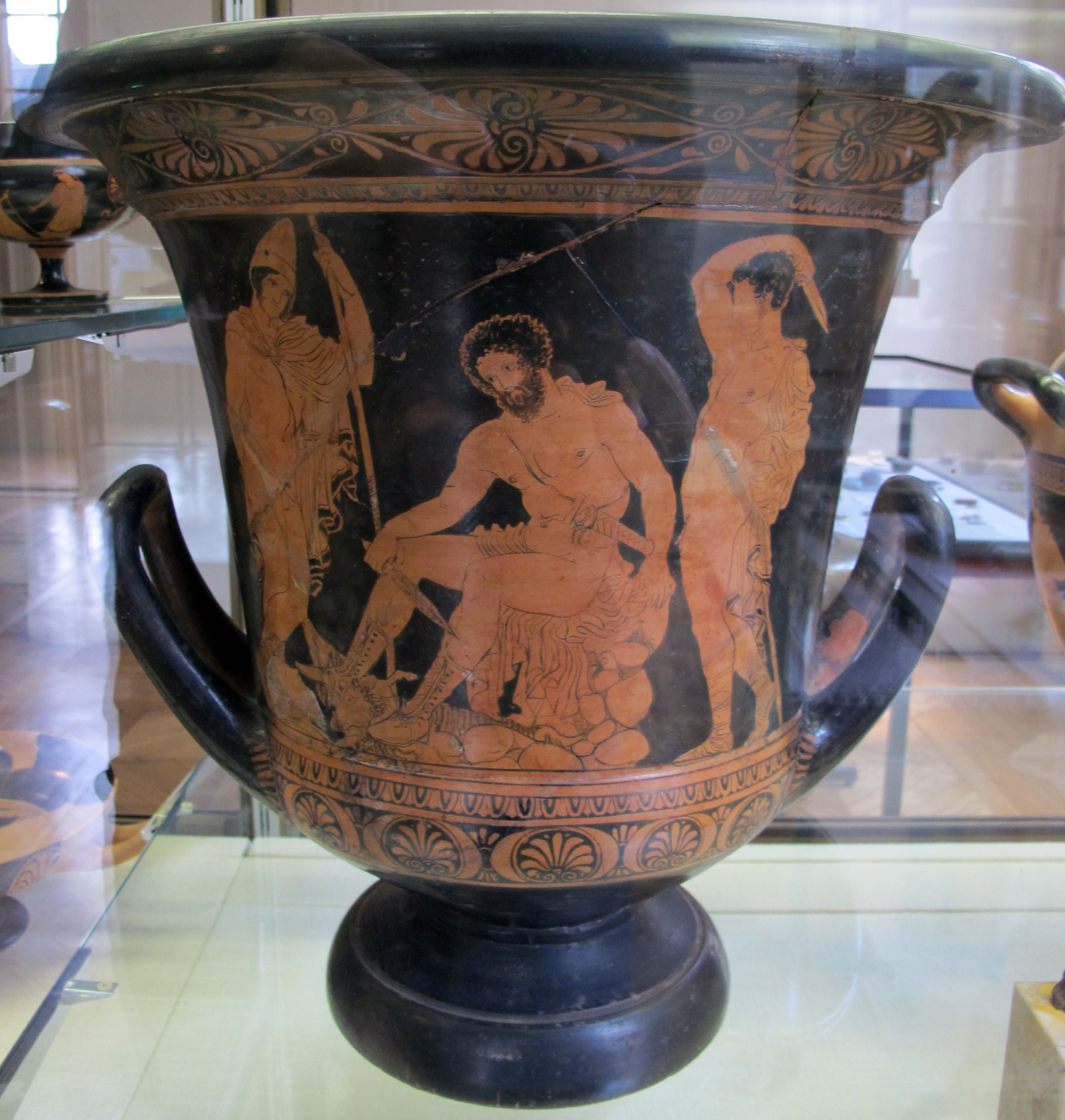
Pittore di Dolone, cratere a calice a figure rosse, 380-360 a.C., da Pisticci. Parigi, Cabinet des médailles 422.

La ceramica lucana è la ceramica a figure rosse prodotta dalla scuola di ceramografi insediatasi originariamente ad ovest di Taras intorno al 440 a.C. e formatasi ad Atene in ambito polignoteo. È probabile che i primi laboratori si trovassero sulla costa, a Thurii o Eraclea, nei pressi di Policoro; più tardi, stando ai ritrovamenti, le officine dovettero spostarsi verso l'interno, ad Armento o Anzi. Per la fase più antica alcune rare esportazioni sono attestate in Apulia, ma dal 380 a.C. in poi la produzione divenne ad uso esclusivamente locale e subì un declino dovuto in parte all'isolamento rispetto alle officine più evolute apule e campane. Ebbe termine nell'ultimo quarto del IV secolo a.C.
I pionieri della scuola lucana sono il Pittore di Pisticci e il più giovane Pittore di Amykos la cui attività si svolge nell'ultimo quarto del V secolo a.C. Ad una generazione successiva appartengono il Pittore di Palermo, il Pittore delle Carnee e il Pittore di Policoro. Dal 390 a.C. al 365 a.C. circa si data la bottega in cui lavorano il Pittore di Creusa e il Pittore di Dolone, attiva ancora nei pressi di Metaponto e probabilmente legata alla tradizione del gruppo del Pittore di Pisticci e di Amikos.
All'ultima fase della ceramica lucana a figure rosse, che vede lo spostamento delle officine verso l'interno della regione, appartengono il Pittore delle Coefore, il Pittore di Roccanova e il Pittore del Primato; gli ultimi due recanti, forse per formazione, influssi rispettivamente dello stile apulo ornato e apulo semplice.
Le forme più comuni sono i crateri a campana e a volute, l'anfora di forma panatenaica, l'hydria e l'indigena trozzella. La decorazione appare generalmente meno colorata rispetto alle altre scuole italiote, la rappresentazione figurata è spesso standardizzata nella formula delle tre figure femminili sul lato principale e del gruppo di due o tre figure di giovani ammantati sul lato posteriore; i soggetti sono mitologici, funerari o tratti dalla vita quotidiana.